# 洪商文化博物馆
洪商文化博物馆，位于中国湖南省怀化市洪江市洪江管理区，于2023年开放，是一座系统展示洪商文化与历史的博物馆，为湖南省内首家湘商题材的博物馆。
洪江地处沅江和巫水交汇处，自古是商业重镇，洪商文化亦是独特的商业文化传承。

## 历史沿革
2022年3月，电视剧《一代洪商》在央视热播，剧中“以义致利，经纬天下”的商道与情怀广受好评，借此契机洪江区工委、管委筹资4000余万元建设洪商文化博物馆。
2023年，洪商文化博物馆正式开放。

## 主题展厅
博物馆以“天下洪商”为主题，以商史为明线、文化为暗线，采用了微缩景观设计、3D全息漫游影像等技术生动地展示包括洪商源、洪商城、洪商人、洪商魂四部分内容。
700多件展品的时间跨度为商周時期至20世紀50年代，类别包括陶器、铜矛、古币、首饰、榨油机等，最经典的是清光绪年间的洪油榨油机（洪油是洪江三大支柱产业之首）。

## 图集

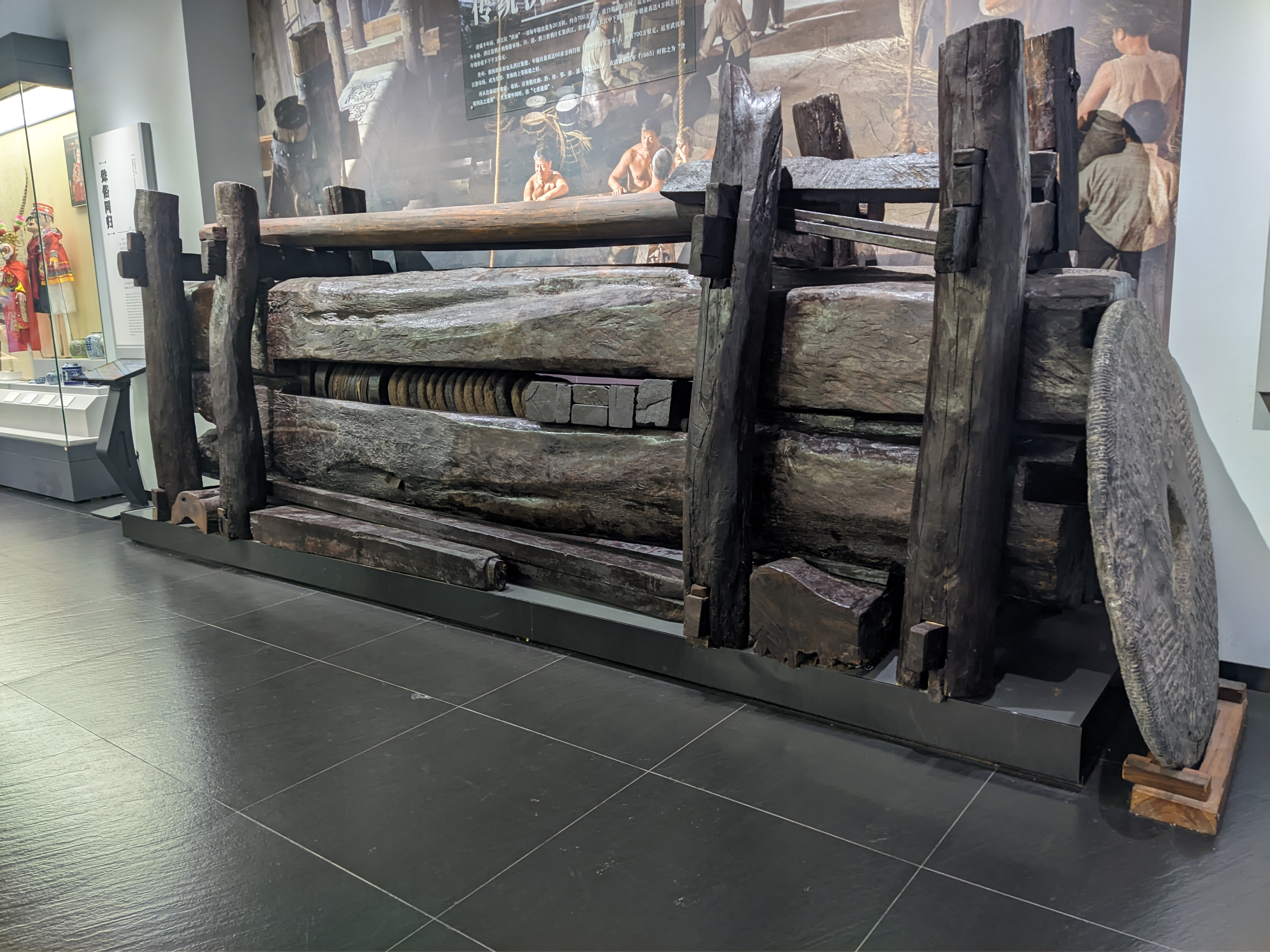
洪油榨油机（光緒）
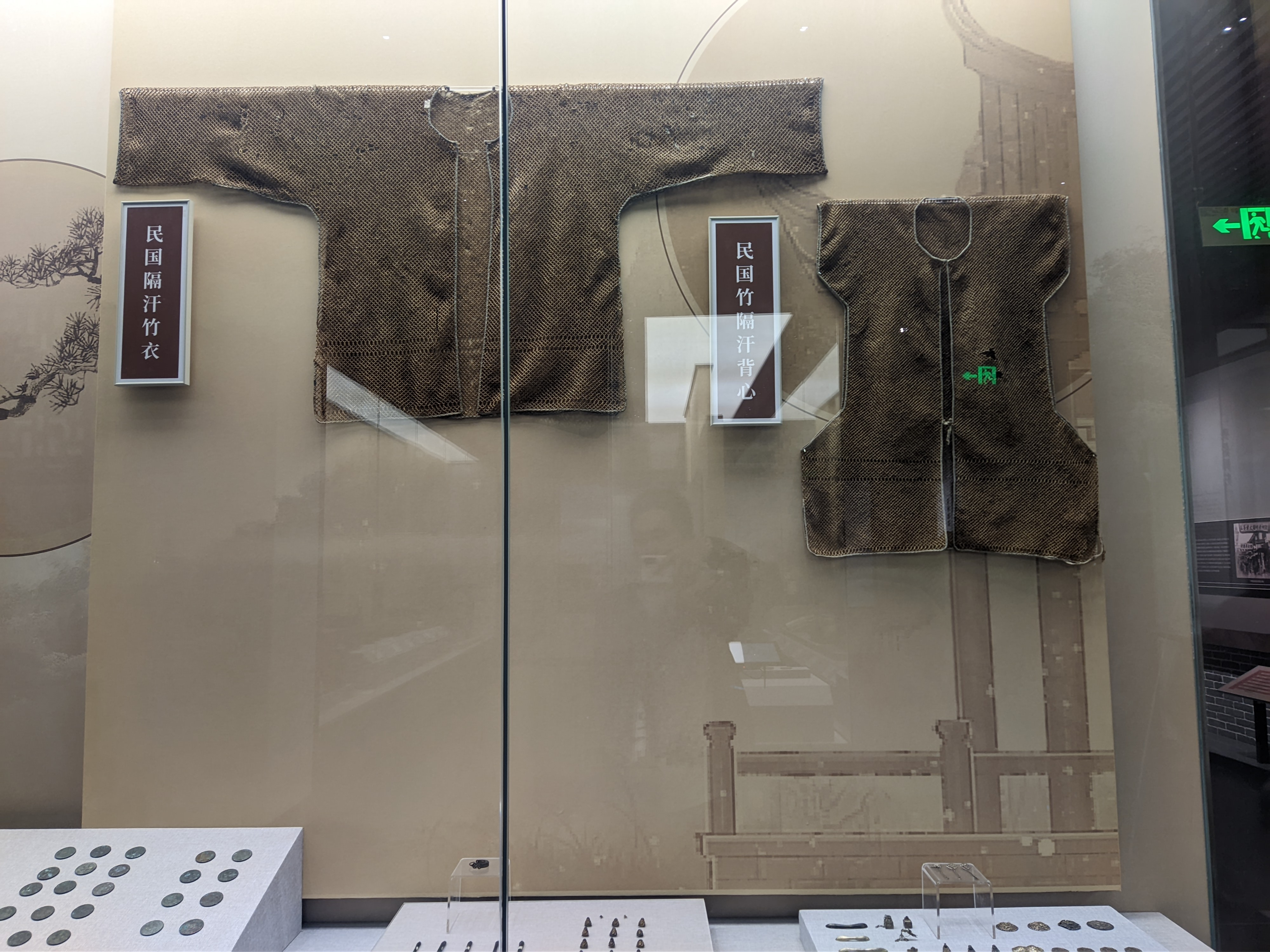
竹衣
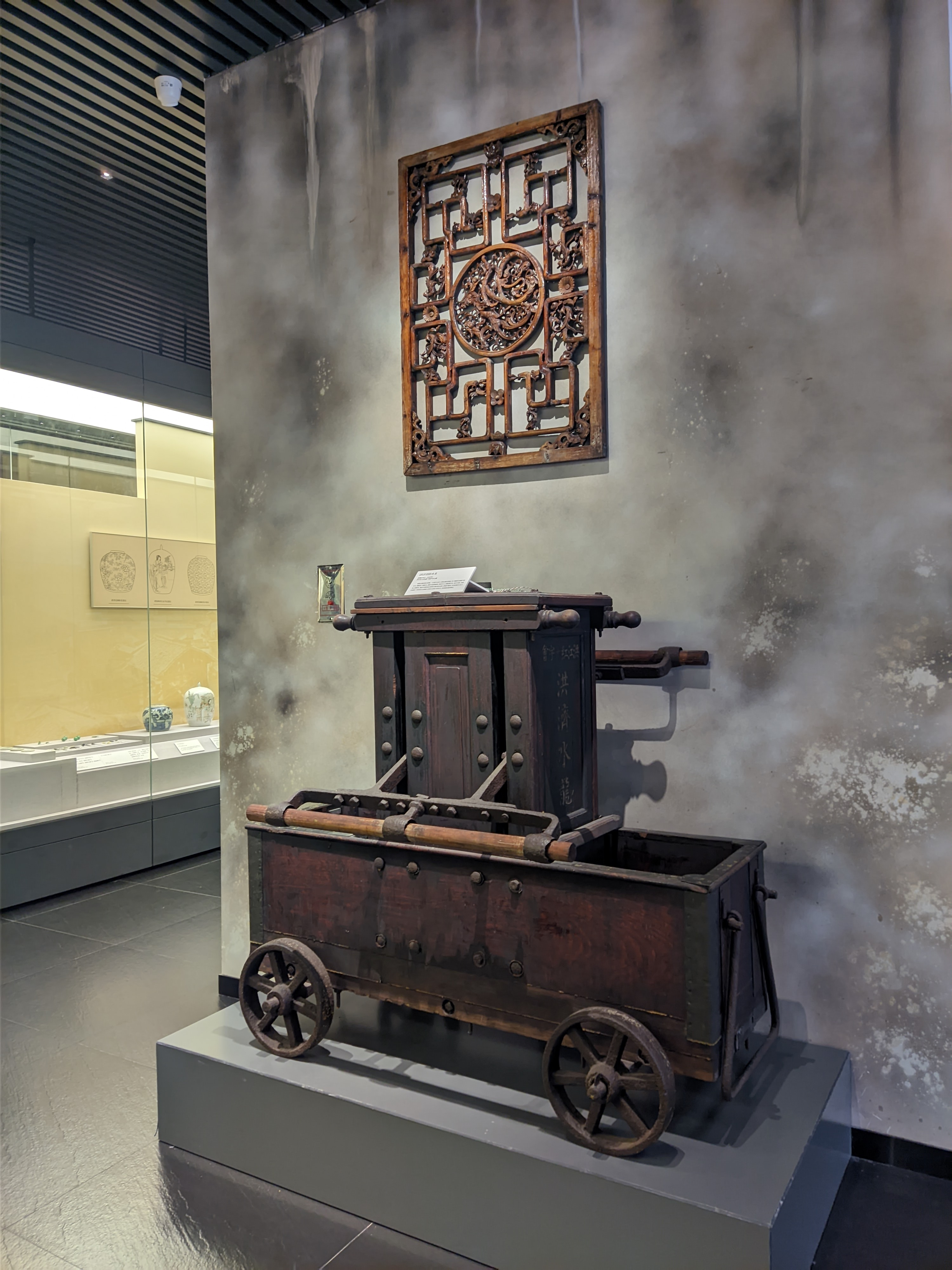
水龙（消防设备）
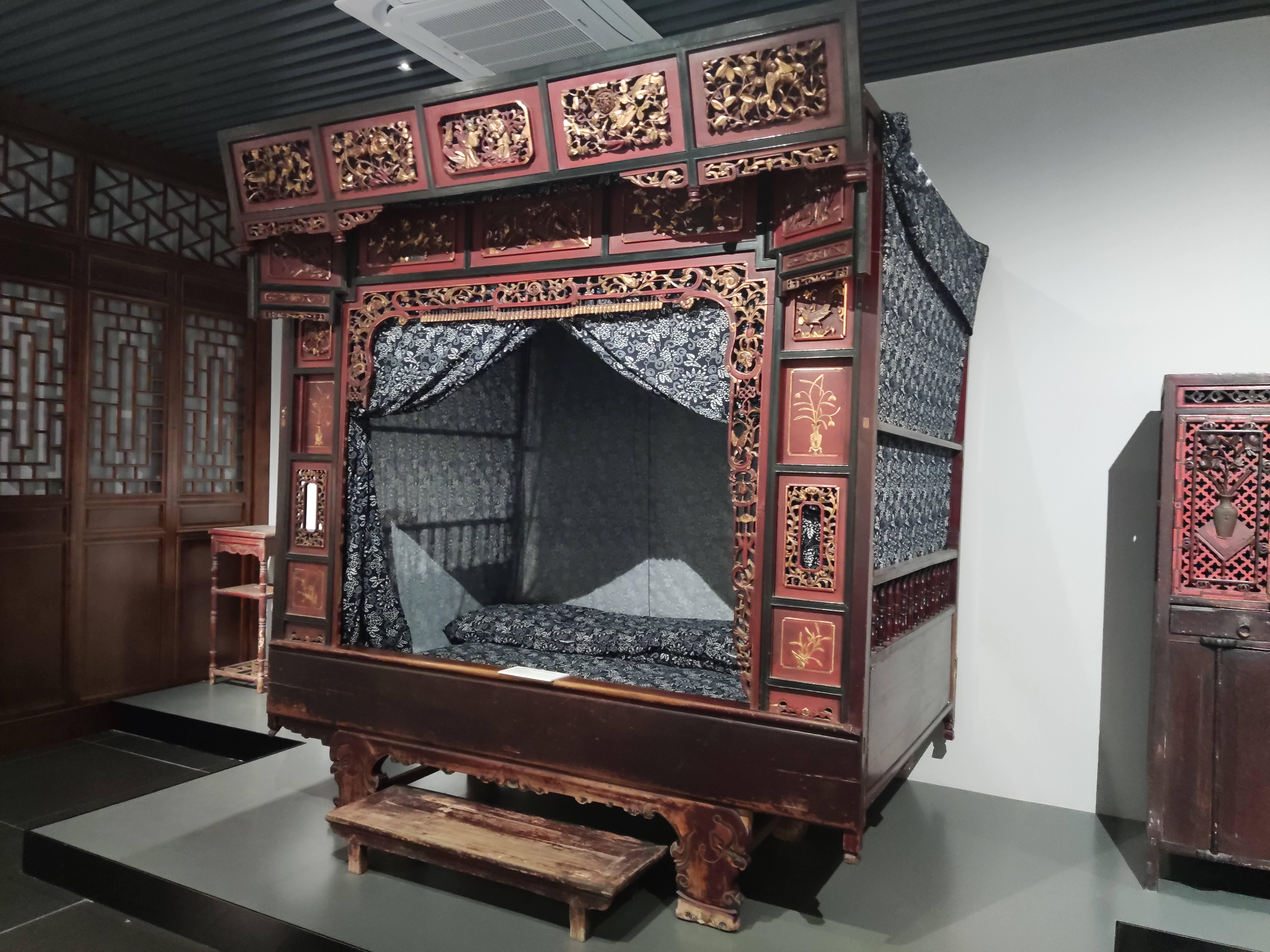
床被
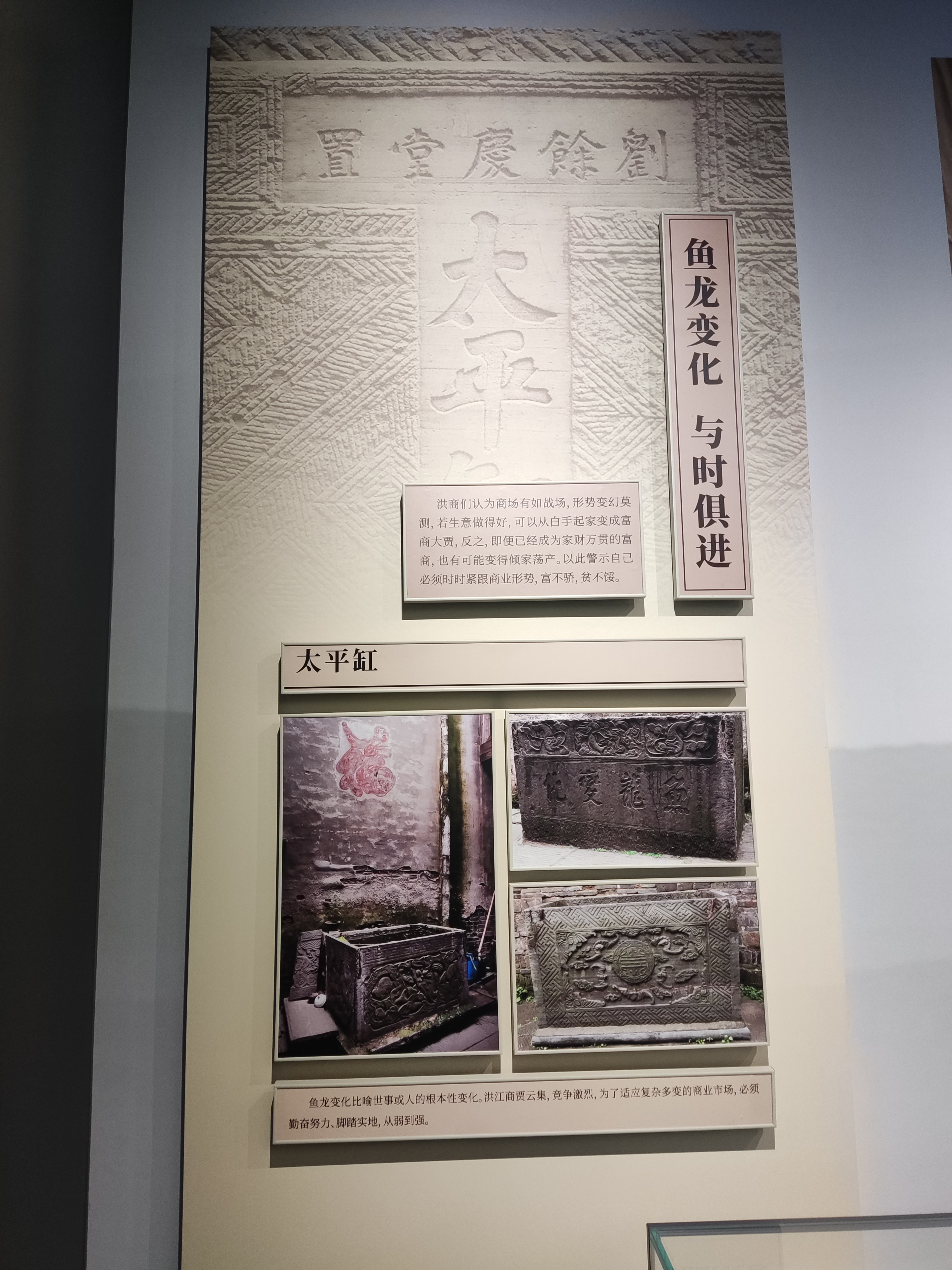
太平缸
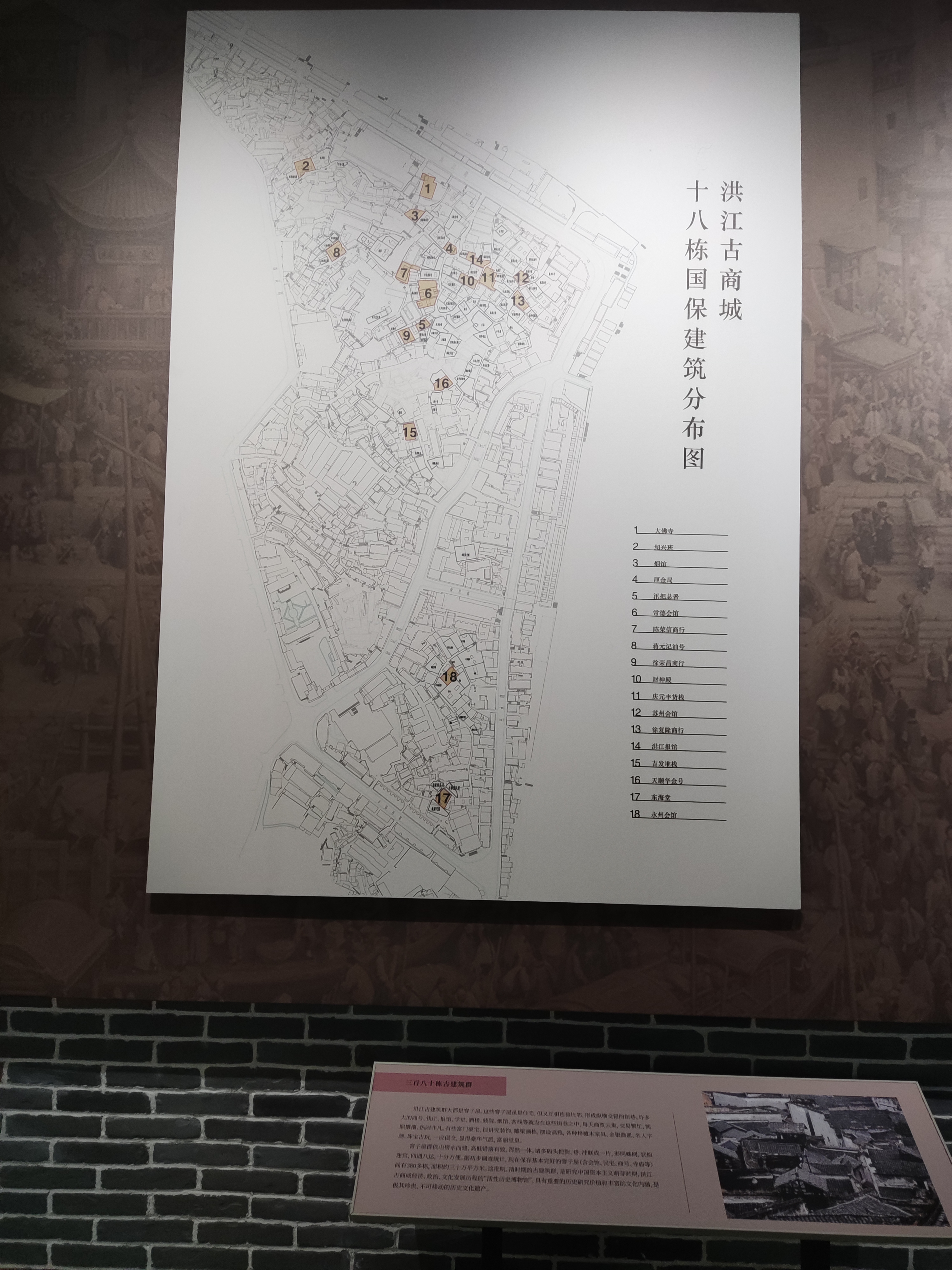
洪江古建筑群的国保建筑
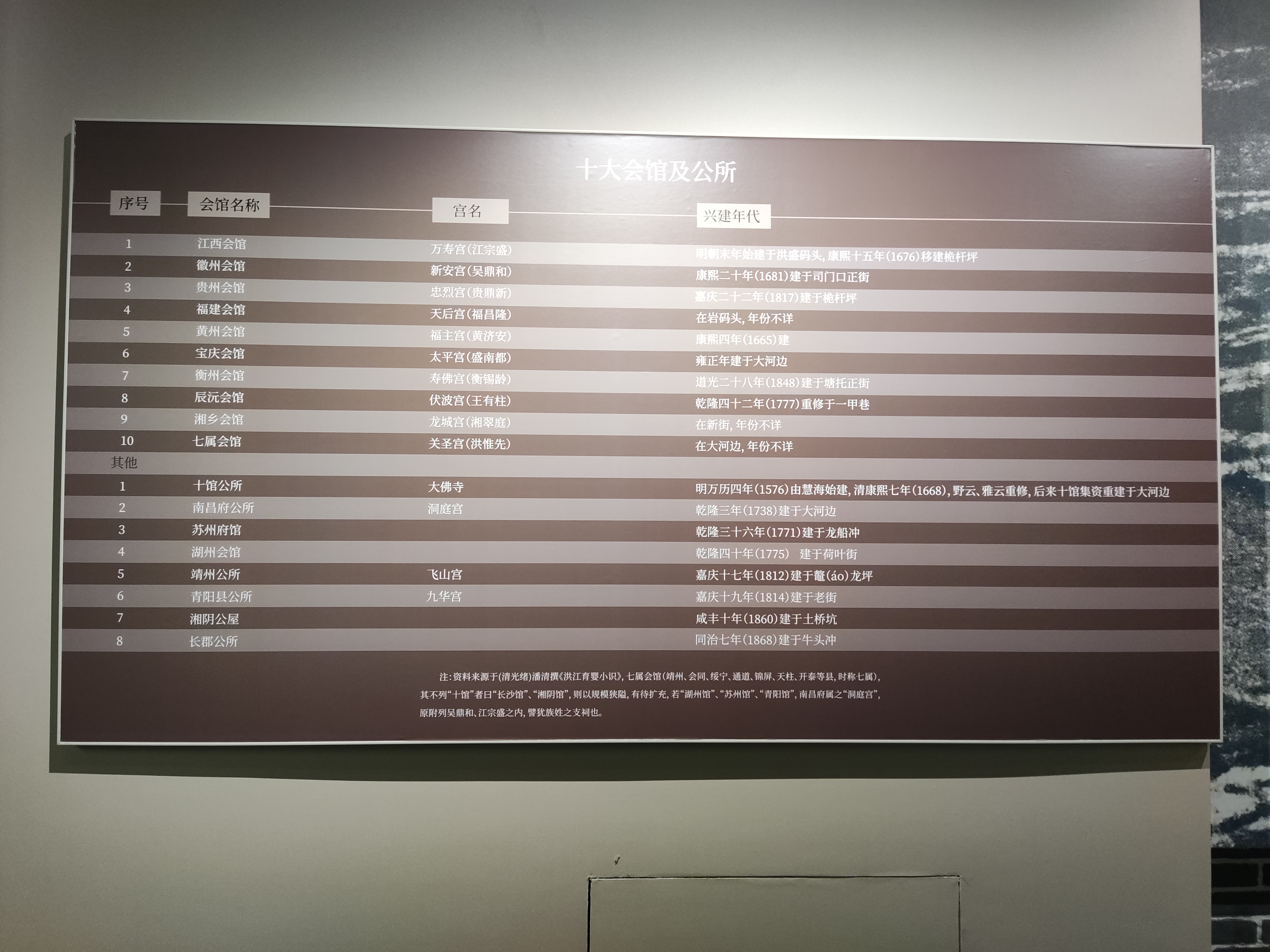
会馆列表
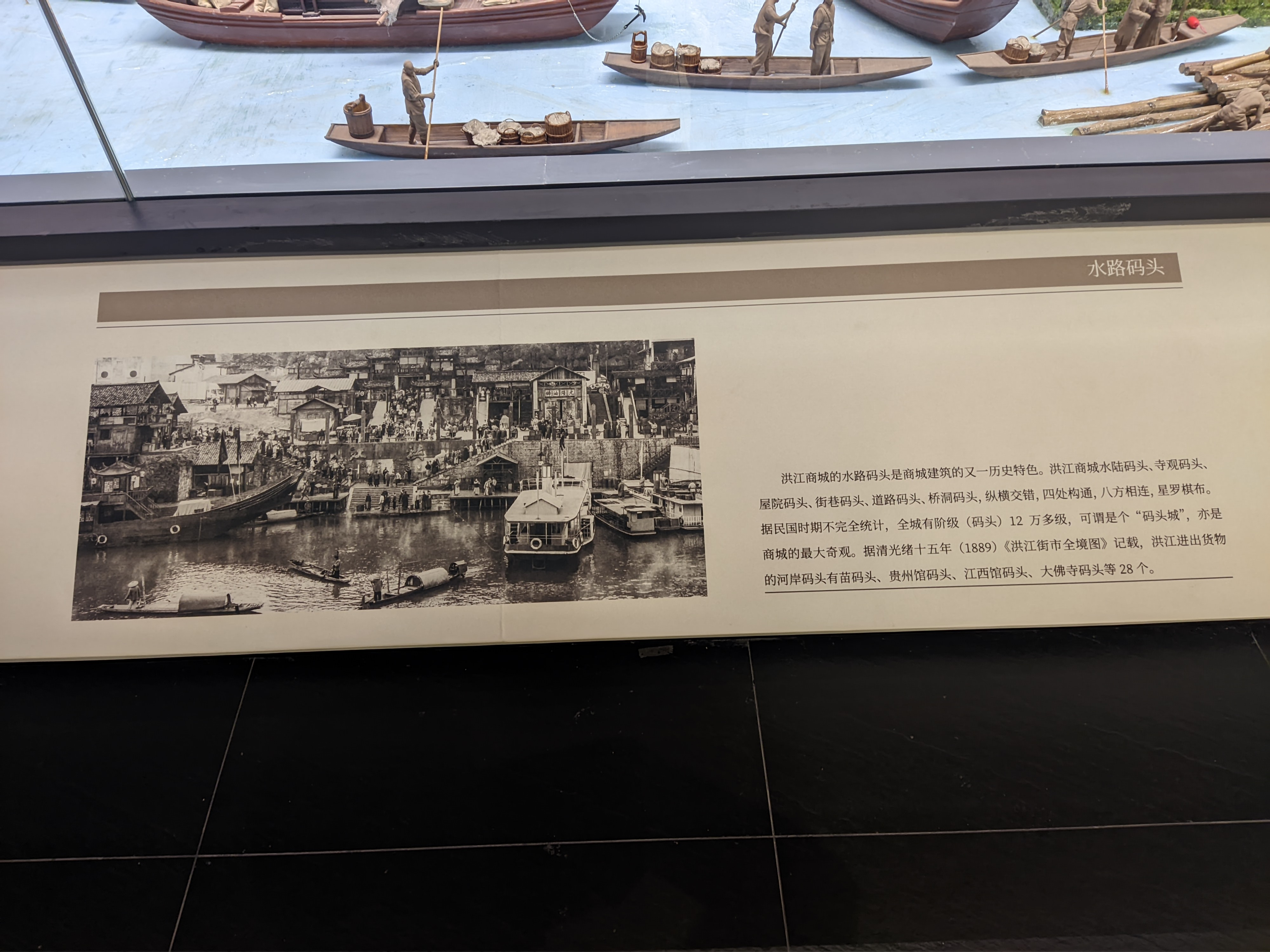
码头旧照